# Süddeutscher Rundfunk GmbH
Южно-Германское радио (Süddeutscher Rundfunk GmbH, до 1933 года — Süddeutscher Rundfunk AG) — некоммерческое общество с ограниченной ответственностью (до 1933 года - некоммерческое акционерное общество) существовавшее в 1924-1934 гг.  

## Радиовещательная деятельность компании
Радиокомпания с 11 мая 1924 до 1 апреля 1934 года вещала по южно-германской программе, звучавшую на средних волнах на волне 437 м. 

## Владельцы
Радиокомпания принадлежала:
- (в 1924—1926 гг.) 
  - на 100% - Теодор Ваннер;
- (в 1926—1933 гг.)
  - на 51% - Рейхсминистерству почт и министерствам народного просвещения земель Баден и Вюртемберг;
  - на 49% - частным компаниям;
- (в 1933-1934 гг.)
  - на 51% - некоммерческому обществу с ограниченной ответственностью «Рейхсрадио»;
  - на 49% - министерству народного просвещения земель Вюртемберг и Баден.

## Руководство
Руководство радиокомпанией осуществляли:
- (в 1924-1926 гг.)
  - наблюдательный совет, состоявший из представителей частных компаний;
  - правление, состоявшее из директора и интенданта;
- (в 1926-1933 гг.)
  - наблюдательный совет (Aufsichtsrat), состоявший из рейхскомиссара рейхминистерства почт, рейхскомиссара рейхсминистерства внутренних дел, статс-комиссаров по делам Южно-Германского радио правительств земли Баден и Вюртемберг и представителей частных компаний;
  - контрольный комитет (Überwachungsausschuß), состоявший из рейхскомиссара рейхсминистерства внутренних дел и статс-комиссаров правительств земель Баден-Вюртемберг;
  - культурный совет (Kulturbeirat), состоявший из 10 членов, 4 из которых назначались правительством земли Вюртемберг по согласованию с имперским министром внутренних дел[2] из числа лиц предложенных массовыми организациями, 3 - правительством земли Баден по согласованию с имперским министров внутренних дел из числа лиц предложенных массовыми организациями[3], 1 - правительством земли Баден, 1 - правительством земли Вюртемберг, 1 - Имперским правительством из числа лица являвшихся членами или служащими правительств земель или имперского правительства соответственно;
  - правление (Vorstand), состоявший из директора и интенданта, утверждавшегося контрольным комитетом;
- (в 1933-1934 гг.)
  - статскомиссар по делам Южно-Германского радио Министерства народного просвещения земли Вюртемберг;
  - рабочий комитет (Arbeitsaussuss), состоявший из статскомиссаров по делам Баварского радио министерств народного просвещения земель Вюртемберг и Баден;
  - программный совет (Programmbeirat)[4][5], состоявший из 11 членов, 6 из которых назначались правительством земли Вюртемберг (5 из которых не являлись его членами или служащими) по согласованию с Имперским министром внутренних дел, 5 - правительством земли Баден по согласованию с Имперским министром внутренних дел (4 из которых не являлись его членами или служащими)[6].
  - общий руководитель.

## Подразделения
- Хозяйственный отдел
  - Касса и бухгалтерия
  - Регистратура и экспедиция
  - Производственно-технический отдел (Technische Betriebsstelle)
  - Технический отдел (Technische abteilung)
  - Пресс-служба (Presse- und Nachrischtenstelle)
- Программное управление
  - отдел новостей (aktuelle abteilung) (с 1933 года);
  - литературный отдел (literarische abteilung) (с 1933 года);
  - музыкальный отдел (musikalische abteling) (с 1933 года);
  - лекционный отдел (vortrags-abteilung) (с 1933 года);
  - отдел грампластинок (schallplaten-abteilung) (с 1933 года);
  - филармонический оркестр.

## Активы
Радиокомпании принадлежали:
- радиодом в Штутгарте;
- радиостанция мощностью 250 Вт, с позывным в 1924—1933 гг. — «ЗЮРАГ» (SÜRAG), в 1933—1934 гг. — «Штутгарт»[7].
- в 1925-1933 гг. - 6,1% капитала некоммерческого общества с ограниченной ответственностью «Рейхсрадио».

## Финансирование
Радиокомпания финансировалась:
- (в 1922-1925 гг.)
  - за счёт продажи рекламного времени;
- (в 1925-1931 гг.)
  - Имперским министерством почт;
  - в меньшей степени - за счёт продажи рекламного времени;
- (в 1931-1934 гг.)
  - некоммерческим обществом с ограниченной ответственностью «Имперское радио»
    - преимущественно от средств от сбора абонемента со всех владельцев радиоприёмников;
    - на 0,2% - за счёт продажи рекламного времени.
    - в меньшей степени - за счёт продажи другим других радиоорганизациям прав на создание радиоспектаклей по мотивам радиоспектаклей поставленных компанией, издания их на аудионосителях, продажи лицензий на создание по их мотивам других художественных произведений (экранизаций, новеллизаций, театральных адаптаций).

## Правопреемники
Поглощена некоммерческим обществом с ограниченной ответственностью «Рейхсрадио» в 1934 году.